# Дана Террас
Дана Террас (англ. Dana Terrace; народилася 8 грудня 1990, Гамден) — американська аніматорка та акторка озвучення, найбільш відома як авторка анімаційного серіалу «Совиний дім» від Disney Channel. Також відома завдяки розкадруванню серіалу «Таємниці Ґравіті Фолз» та режисурі перезапуску «Качиних історій», що вийшов у 2017 році.

## Раннє життя і освіта
Дана Террас народилася в Гамдені, штат Коннектикут. Вісім років вона навчалася у місцевій католицькій школі Святої Ріти, де зацікавилася такими художниками, як Йон Бауер, Ремедіос Варо та Ієронім Босх. У дитинстві дивилася такі мультфільми, як «Суперкрихітки», «Покемон», «Південний парк» та «Сімпсони», які надихнули її на подальші роботи. На неї також вплинули фільми студії Ghibli (особливо «Принцеса Мононоке»), аніме-серіали «Революціонерка Утена» та «Ґарфілд». У 2000 році вона створила свою першу анімацію у вигляді фліп-бука, яка була присвячена «Пікачу, що вражає громом Чармандера». 10 років Дана займалася танцями. Відвідувала Кооперативну середню школу мистецтв і гуманітарних наук у Нью-Гейвені, штат Коннектикут. Під час навчання у старших класах три роки працювала в музеї природознавства.
Террас вивчала анімацію в Школі образотворчих мистецтв у Нью-Йорку. Під час навчання вона малювала близько восьми годин на день і почала публікувати роботи у своєму блозі на Tumblr. У квітні 2012 року, будучи на третьому курсі, вона створила анімаційний короткометражний фільм під назвою «Кікбол» («Kickball»), озвучений аніматором YouTube Йотамом Перелом і музикою Джеффа Лю. «Кікбол» був високо оцінений за дизайн та «виразність рухів» і отримав грант від Національної ради кінокритиків США. Наступного року вона працювала з Ікером Майдаґаном над короткометражним анімаційним фільмом «Міраж» («Mirage»). Майдаґан створив макет і написав історію, а Дана анімувала та розробила персонажів. Фільм був визнаний «бездоганно виконаним». Його представили на міжнародному кінофестивалі LA Shorts Fest, в результаті чого Террас і Майдаґан отримали стипендію для випускників. Коли її запитали про анімацію, вона відповіла, що їй це подобається, і що вона на шляху до становлення «справжньої режисерки», а також зазначила, що планує надалі співпрацювати з Майдаґаном. Пізніше вона описала свій досвід у Школі образотворчих мистецтв як неоднозначний, хоча вона багато чому навчилася завдяки своїм одноліткам та деяким викладачам.
У 2011 році Дана, як і її сусідка по кімнаті Луз Батіста, допомагала Заку Белліссімо створити дипломний комедійний короткометражний фільм жахів «Бландерштайн» («Blanderstein»). Картина отримала нагороду Дасті за «видатну мальовану анімацію та досягнення в дизайні персонажів», розділивши місце з дипломним фільмом Майкла Руокко «Доля птахів» («Destiny is for the Birds»).

## Стажування та рання робота
Закінчивши Школу образотворчих мистецтв у 2013 році, влітку вона стажувалася в JibJab, де познайомилася з людиною, яка працювала над серіалом «Таємниці Ґравіті Фолз». Вона бачила студентський фільм Дани «Міраж» і згодом надіслала тестове завдання на розкадрування, після чого Террас взяли на роботу в Disney Television Animation, де вона працювала над серіалом як редакторка розкадрування. Як вона розповіла у 2017 році, вона потрапила до проєкту «Таємниці Ґравіті Фолз» тому, що творчим людям, які працювали над серіалом, сподобалося побачене в її блозі на Tumblr, а взяли її тому, що вона була готова виконати будь-яку анімацію. Її робота над серіалом стала «першою професійною роботою в анімації», де вона навчилася розкадровувати, керувати командою та чітко планувати все заздалегідь. Дана також анімувала важливі сцени, які не довіряли стороннім студіям. У 2019 році вона сказала, що отримала «чудовий досвід» і що «не могла б і мріяти про кращу першу роботу». В інтерв'ю 2016 року вона зазначила, що чекала відповіді щодо участі в проєкті «Cтівен Юніверс», оскільки була фанаткою Ребекки Шугар після перегляду її фільмів у Школі образотворчих мистецтв, але вони «занадто довго не відповідали», тож вона натомість вирішила працювати над «Таємницями Ґравіті Фолз».
У 2014 році Дана разом з Нейтом Свайнхартом брала участь у виставці CTN Animation Expo і продавала принти, скетчбуки та інші роботи. 2018 року вона намалювала 34 сторінки графічного роману Гірша «Гравіті Фолз. Загублені легенди».

## Кар'єра
У 2017 році Террас була режисеркою кількох епізодів перезапуску «Качиних історій», надавши героїні Вібі Вандеркряк динамічності. Незважаючи на те, що Террас до роботи над шоу ніколи не дивилася оригінальний серіал, лінійний продюсер другого сезону «Таємниць Гравіті Фолз», який також працював над «Качиними історіями», все ж залучив її до проєкту. Пізніше Дана сказала, що не відчувала себе «художньо чи емоційно реалізованою» на цій роботі, що підштовхнуло її до створення власного серіалу. Того ж року журнал Variety відзначив її як перспективного аніматора. Дана редагувала розкадрування фільму «Рапунцель: Щаслива назавжди», режисерами якого є Том Колфілд і Стівен Сендовал. Сендовал також братиме участь у роботі над «Совиним домом». Пізніше Дана розкадрувала четвертий епізод серіалу «Заплутані пригоди Рапунцель».
Під кінець 2016 року, після багатьох років роботи над іншими проєктами Disney Channel, Террас розробила персонажів та «базову ідею» для власного серіалу і презентувала його через кілька місяців після початку режисури «Качиних історій». Ідея «юна дівчина потрапляє в інший світ і вчиться магії у старшої відьми» згодом переросла в «Совиний дім». Першою створеною героїнею була Пані Сова, за основу якої вона взяла жінок зі своєї сім'ї: тіток, матір і бабусю. Героїню Луз Носеду названо на честь її сусідки по кімнаті. На серіал також вплинула гра Pokémon Red, яку подарував їй батько-адвокат, Томас Террас перед його смертю, коли їй було 11 років. Дана була налаштована довести, що «Совиний дім» — хороша історія, і дала серіалу таку назву через «містичність, притаманну совам». Пізніше вона сказала, що, хоча існують певні деталі для фанатів, які хочуть «заглибитися» в серіал, як, до прикладу, коди та шифри в «Таємницях Ґравіті Фолз», «можна насолоджуватися серіалом таким, яким він є», не заглиблюючись у його історію.
Серіал «Совиний дім» почали розробляти 23 лютого 2018 року, коли він отримав схвалення разом з «Амфібією», а прем'єра відбулася 10 січня 2020 року на Disney Channel у США. 21 листопада 2019 року серіал затвердили на другий сезон. Того ж року Дана проілюструвала альтернативну обкладинку для четвертого випуску «Часу пригод з Фіонною і Кейком: Карткові війни», шестисерійного міні-серіалу BOOM! Studios, в якому брали участь гендерно змінені версії Фінна і Джейка. Вона також працювала над анімацією початку епізоду «Часу пригод» під назвою «Невдалий час».
У 2021 році режисер фільму «Мітчели проти машин» Майкл Ріанда повідомив, що Террас працювала над розкадровкою фільму. Того ж року вона створила чорновий варіант анімації для епізодів другого сезону «Совиного дому»: «Все як у монстрів», «Вполювати дружесмани» та «Озеро затемнення».

### Дана Террас і репрезентація ЛГБТК+ в «Совиному домі»
Серіал «Совиний дім» отримав визнання за зображення ЛГБТК+ стосунків між героїнями Луз Носеда та Еміті Блайт, розробкою яких керувала Террас. Другий сезон серіалу також отримав високу оцінку за включення небінарного і, ймовірно, трансгендерного персонажа Рейна Уісперса. Дана активно використовує твіттер для підтвердження ЛГБТК+ ідентичностей персонажів. Хоча Disney спочатку чинили опір зображенню одностатевих стосунків у серіалі, Террас врешті-решт отримала їхню згоду, приписуючи зміну думки своїй «впертості».
У березні 2021 року Дана розповіла Vanity Fair, що вона відкрито обговорювала плани щодо бісексуальності Луз та включення ЛГБТ+ персонажів під час розробки серіалу. Пізніше їй сказали, що вона не може «допустити одностатевих відносин серед головних героїв». Реакція Дани була такою: «Я розлютилася, буквально спалахнула і вискочила з кімнати. Життя коротке, і у мене немає часу на боягузтво, я була готова за потреби шукати кращу студію». Через «тиждень чи два» їй «дали добро», і відтоді Disney, як повідомляє Террас, підтримував її ідеї.
ЗМІ, такі як CNN і Deadline, висловили підтримку такій репрезентації, тоді як консервативні сайти, як-от One Million Moms, висловили протилежну думку, засуджуючи Disney Channel за включення ЛГБТК+ пресонажів у серіал.
У березні 2023 року Террас оголосила у своєму інстаграмі, що покинула Disney.

## Особисте життя
У 2017 році Террас відкрито заявила про свою бісексуальність, використовуючи свій досвід для створення «Совиного дому» та бісексуальної героїні Луз Носеди. Дана неодноразово згадувала, що натхнення для Луз вона черпала з самої себе.
З 2015 року і приблизно до квітня 2022 року Террас перебувала у стосунках з творцем «Ґравіті Фолз» Алексом Гіршем.
У 2018 році Террас підписала петицію на підтримку рівної оплати праці в анімаційній індустрії. У 2022 році вона приєдналася до інших аніматорів Disney, які розкритикували відмову Боба Чапека прокоментувати законопроект HB 1557, який часто називають законопроектом «Не кажи „гей“» («Don't Say Gay»). Вона також зазначила, що лист Чапека до співробітників був «написаний пишномовними та співчутливими словами, щоб заткнути нам рота».

## Номінації та нагороди
| Рік  | Нагорода            | Категорія                                                     | Номінант                     | Результат         | Джерело |
| ---- | ------------------- | ------------------------------------------------------------- | ---------------------------- | ----------------- | ------- |
| 2018 | Денна премія «Еммі» | Outstanding Special Class Animated Program                    | «Качині історії» («Woo-oo!») | Номіновано        | [ 59 ]  |
| 2021 | GLAAD Media Award   | GLAAD Media Award for Outstanding Kids and Family Programming | «Совиний дім»                | Номіновано        | [ 60 ]  |
| 2021 | Премія Пібоді       | Children's & Youth Programming                                | «Совиний дім»                | Отримано нагороду | [ 61 ]  |
| 2021 | Денна премія «Еммі» | Outstanding Main Title for a Daytime Animated Program         | «Совиний дім»                | Номіновано        | [ 62 ]  |
| 2022 | GLAAD Media Award   | GLAAD Media Award for Outstanding Kids and Family Programming | «Совиний дім»                | Номіновано        | [ 63 ]  |
| 2023 | GLAAD Media Award   | GLAAD Media Award for Outstanding Kids and Family Programming | «Совиний дім»                | Номіновано        | [ 64 ]  |

## Зовнішні посилання
- Дана Террас на сайті IMDb (англ.)
- Дана Террас у соцмережі «Твіттер»
- Дана Террас  у соцмережі «Instagram»
- Дана Террас на Tumblr